# خافي هيرنانديز
خافي هيرنانديز (بالإسبانية: Javi Hernández)‏ (6 يونيو 1989 بسلامنكا في إسبانيا - ) هو لاعب كرة قدم إسباني في مركز الوسط. شارك مع منتخب إسبانيا تحت 19 سنة لكرة القدم. أما مع النوادي، فقد لعب مع ريال مدريد كاستيا وغورنيك وانشنا ونادي أورينسي ونادي بورغوس ونادي سالامانكا ونادي قبله ونادي كراكوفيا ونادي هالمستاد وبولي تيميشوارا ‏.

## وصلات خارجية
- خافي هيرنانديز على موقع قاعدة بيانات كرة القدم.إي يو (الإنجليزية)
- خافي هيرنانديز على موقع Soccerway.com (الإنجليزية)